# اختلال پردازش مرکزی شنوایی

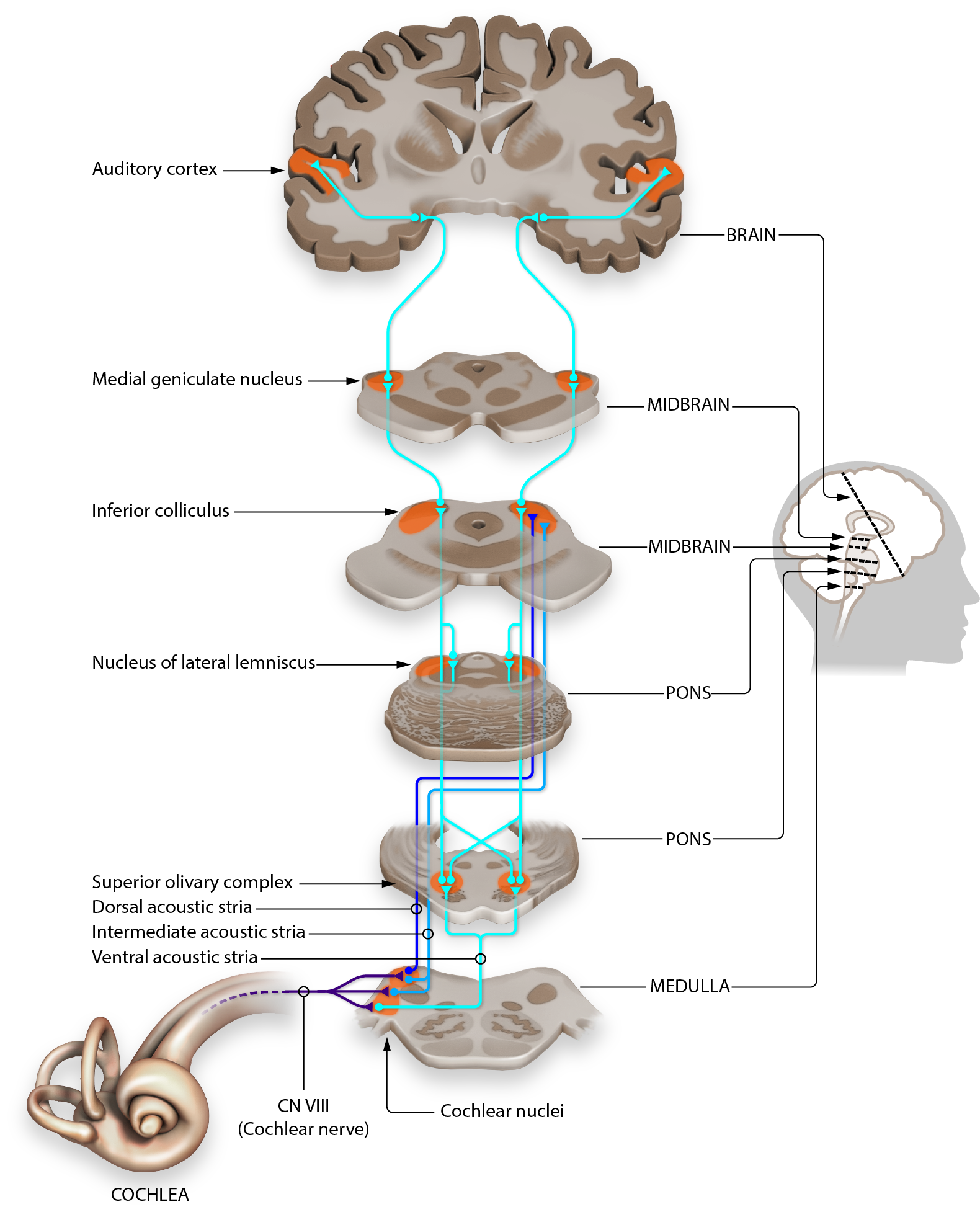
مرکز شنوایی

طبق تعریف مراجع بین‌المللی (ASHA، ۲۰۰۵)، اختلال پردازش شنیداری مرکزی یا کاستی پردازش شنیداری (به انگلیسی:  Central Auditory Processing Disorder  (CAPD)/  Auditory Processing deficit  عبارت از اشکال در پردازش ادراکی محرکات شنوایی و فعالیت عصب‌زیستی زمینه در آن پردازش‌ها است.
CAPD احتمالاً ناشی از بازنمایی عصبی ناهنجار صداهای گفتاری و غیرگفتاری در دستگاه عصبی مرکزی شنوایی است و امکان بروز آن در کودکان و بزرگسالان با شنوایی هنجار وجود دارد. ضمناً CAPD می‌تواند همراه با، یا ناشی از کم شنوایی محیطی نیز باشد. CAPD مشکلات متعددی در عملکردهای مهم مرتبط با پردازش گوش دادن و درک زبان بیانی، به خصوص در حضور نوفۀ زمینه ایجاد می‌نماید.
به همین ترتیب، نقص CAPD می‌تواند شامل مشکل در جهت‌یابی و مکان‌یابی، تمیز شنیداری، بازشناسی الگوهای شنوایی، مشکل در پردازش‌های زمانی و دیگر اختلالات باشد.
CAPD ناشی از وجود نقص در پردازش عصبی محرکات شنوایی است که می‌تواند همراه با اختلال سایر حواس باشد اما قطعاً ناشی از آسیب آن‌ها نیست؛ بنابراین، CAPD یک ماهیت بالینی مجزا به حساب می‌آید.

## علایم
معمولاً بیماران CAPD کودکانی هستند که در کلاس درس با مشکل گوش دادن روبرو هستند و دچار ضعف آموزشی و تحصیلی می‌گردند. CAPD می‌تواند مرتبط با اختلالات یادگیری، خصوصاً در حوزه‌های خواندن، تلفظ، تولید، مشکل در اجرای دستورها کلامی، و چالش‌های بارز در ارتباط و ادراک باشد.
به‌طور خلاصه می‌توان موارد ذیل را جزء نشانه‌های قابل مشاهده در کودکان با CAPD برشمرد:
- مشکل در شنیدن پیام گفتاری در نویز یا محیط بازآوا
- مکان‌یابی
- یادگیری زبان خارجی، اصطلاحات تخصصی و غیر روزمره
- درخواست دائم برای تکرار مطالب
- مشکل در پردازش گفتار سریع
- پاسخ دهی نامناسب به محرکات کلامی
- عدم توانایی دریافت ویژگی‌های نوای گفتار (مانند لحن جملات)
- حواس‌پرتی سریع با محرکات خارجی
- مشکل در حفظ توجه
- مشکل در اجرای دستورها کلامی
- توانایی ضعیف در موسیقی
- مشکل در خواندن، تلفظ و یادگیری

## شیوع
شیوع CAPD در پسران بیش از دختران (تقریباً دو برابر) است و در کودکانی که سابقه ابتلا به عفونت گوش میانی دارند نیز شیوع آن بیشتر است. به نظر می‌رسد تقریباً ۷ درصد کودکان دارای CAPD باشند. برخی منابع شیوع آن را ۲ الی ۳ درصد ذکر کرده‌اند.

## سایر اختلالات مشابه با CAPD
ضایعات دیگری نیز وجود دارند که می‌توانند علایمی شبیه به CAPD ایجاد کرده یا با آن همراه شوند. برای نمونه، اختلال نقص توجه/بیش فعالی (ADHD)، اتیسم، اختلالات پردازش زبان و برخی اختلالات شناختی منجر به بروز رفتارهایی مشابه CAPD در گوش دادن به اصوات می‌شوند.
البته اگر مشکلات گوش دادن ناشی از اختلالات سطح بالای مغز، اختلالات چندحسی یا بیماری‌های عمومی باشد، تشخیص CAPD درست نیست، مگر اینکه وقوع ضایعه هم‌زمان در دستگاه پردازش مرکزی شنوایی اثبات گردد؛ بنابراین، در رابطه با کودکان باید حتماً از رویکرد تیمی چند تخصصی مشتمل بر شنوایی‌شناس، والدین، پزشک، متخصص گفتار و زبان، معلم کودک، روانشناس و سایر متخصصین احتمالی دیگر استفاده نمود تا قبل از تشخیص افتراقی، کلیه رفتارها و اعمال کودک مورد واکاوی قرار گیرد.

## تشخیص
تشخیص CAPD اغلب دشوار است. نتایج آزمون‌ها می‌تواند مبهم بوده یا تفسیر آن‌ها دشوار باشد. از آنجا که CAPD در روش‌های تصویر برداری مغزی (برای مثال MRI و CT Scan) مشخص نمی‌شوند، برخی متخصصین آن را به عنوان یک ماهیت بالینی مشخص محسوب نمی‌کنند.
البته یافته‌های علمی جدید نشان می‌دهد که نمی‌توان در وجود CAPD شک نمود. در واقع بیماران مبتلا به CAPD مشکلات بارزی در شنیدن دارند که تأثیر منفی بر وضعیت آموزشی، اجتماعی و شغلی آنان می‌گذارد و این نقایص را نمی‌توان به دلیل وجود کم شنوایی یا دیگر عوامل به‌شمار آورد. نتایج آزمون‌های مرکزی شنوایی در این افراد نشان از اختلال در دستگاه عصبی مرکزی شنوایی دارد. ضمناً، بازنمایی عصبی اصوات در مغز افراد مبتلا به CAPD اغلب متفاوت از افراد هنجار است.
مهمترین چالش در CAPD، تشخیص دقیق آن است. دو چالش مهم دیگر در CAPD نیز عبارتند از: ۱) کودکان اغلب در آزمون‌های مرکزی شنوایی به دلایل غیر شنیداری مردود می‌شوند و ۲) گرایش زیادی برای تشخیص CAPD بر مبنای آزمون‌های غربالگری به جای آزمون‌های تشخیصی وجود دارد که قطعاً نمی‌تواند کارایی لازم را داشته باشد.
آزمون‌های CAPD باید دارای هنجارهای دقیق در رده‌های سنی مختلف باشند. ضمناً باید اعتبارسنجی آزمون‌های CAPD در کودکان مشکوک به این عارضه صورت پذیرد.
از آنجا که CAPD در واقع اختلال در سیستم عصبی مرکزی شنوایی است، بنابراین تشخیص CAPD نیز باید روی موارد شناخته شده و قطعی اختلال در سیستم مرکزی شنوایی صورت گیرد.
تشخیص CAPD باید به واسطه ابزارهایی صورت گیرد که اعتبار آن‌ها در شناسایی ضایعات دستگاه عصبی مرکزی مشخص شده باشد. متأسفانه ابزارهای تشخیصی موجود، امکان ارزیابی CAPD در کودکان کوچکتر از ۷ سال را میسر نمی‌کند زیرا در رشد مغز و دستگاه عصبی مرکزی افراد تغییرپذیری وجود دارد.

## درمان
همان‌طور که در بخش ارزیابی کاستی پردازش شنوایی به آن اشاره شد، با توجه به نتایج آزمون‌های تشخیصی و همچنین وضعیت کودک مثل شرایط سنی، گفتار و زبان و… روش‌های درمانی طراحی می‌گردد.
روش‌های توانبخشی به ۲ شکل کلاسیک و غیر کلاسیک ارائه می‌گردد: (و در اکثر موارد هر دو روش در کنار ارائه می‌گردد)
- روش کلاسیک

در روش کلاسیک تمریناتی اجرا می‌گردد که باعث بهبود مهارت‌های دو گوشی، تقویت مهارت مکان‌یابی و جهت‌یابی صدا، بهبود عملکرد درک گفتار و کلمات در محیط نامطلوب شنیداری و شلوغ، افزایش حافظهٔ فعال شنیداری و همچنین حساسیت زدایی نسبت به صدای مزاحم می‌گردد.
- روش‌های غیرکلاسیک

روش‌های غیر کلاسیک شامل استفاده از انواع روش‌های صوت درمانی (AIT-Tomatis) و همگام سازی امواج مغزی (همی سینک) می‌باشد.